# Sophonia albula
Sophonia albula är en insektsart som beskrevs av Cai och Shen 1998. Sophonia albula ingår i släktet Sophonia och familjen dvärgstritar. Inga underarter finns listade i Catalogue of Life.